# Herniaria micrantha
Herniaria micrantha är en nejlikväxtart som beskrevs av A. K. Jackson och Turrill. Herniaria micrantha ingår i släktet knytlingar, och familjen nejlikväxter. Inga underarter finns listade i Catalogue of Life.